# Thiennes
Thiennes (ndl.: Tienen, Aussprache [tjɛn]) ist eine französische Gemeinde mit 918 Einwohnern (Stand: 1. Januar 2022) im Département Nord in der Region Hauts-de-France. Sie gehört zum Arrondissement Dunkerque und ist Mitglied im Gemeindeverband Cœur de Flandre Agglo. Die Bewohner werden Thiennois und Thiennoises genannt.

## Geografie

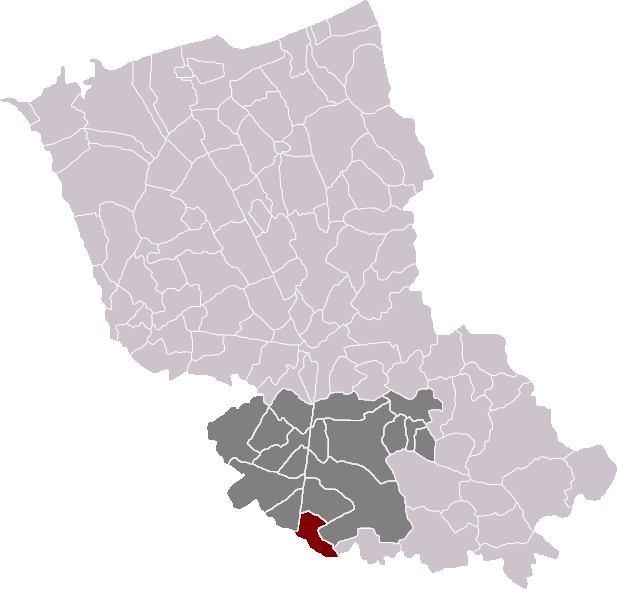
Lage von Thiennes im Arrondissement Dunkerque

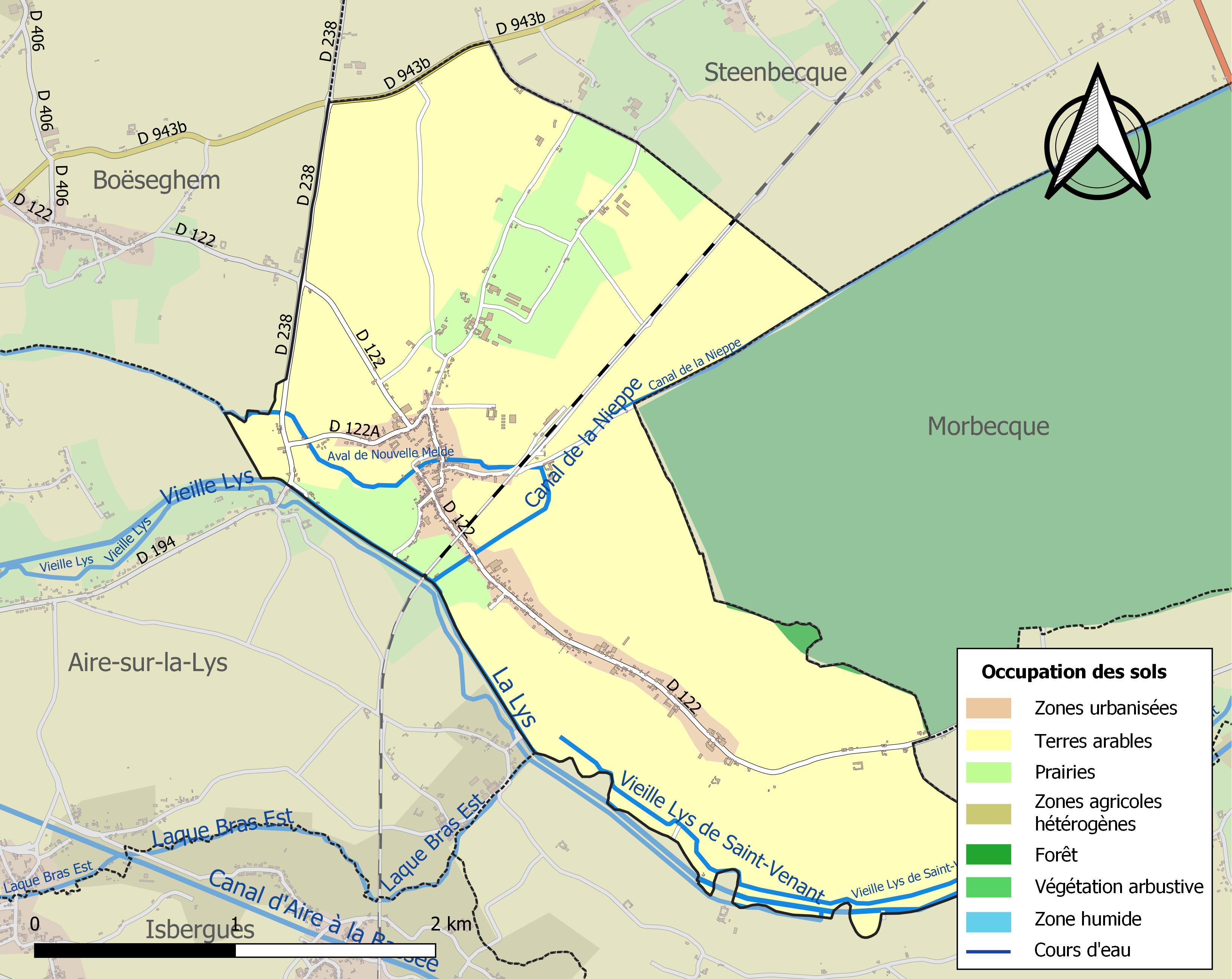
Bodennutzung, Hydrografie und Infrastruktur der Gemeinde (2018)

Thiennes liegt in Französisch-Flandern, etwa 43 Kilometer südsüdöstlich von Dünkirchen und etwa 43 Kilometer westnordwestlich von Lille. Die Gemeinde befindet sich in der Région naturelle Plaine de la Lys an der Grenze zum benachbarten Département Pas-de-Calais.
Sie wird im Süden und Südwesten durch die Leie (französisch Lys) begrenzt. Der Canal de la Nieppe durchquert das Gemeindegebiet, das außerdem von der Melde, dem zeitweise trockenfallenden Flüsschen Pecqueur, dem Flüsschen Thiennes, dem zeitweise trockenfallenden Ruisseau le Berquigneul, dem Fossé de la Forêt und verschiedenen kleineren Bächen entwässert wird. Das Zentrum von Thiennes liegt auf einer Höhe von etwa 20 m. Das Gelände der Gemeinde ist relativ flach und steigt nur im Norden auf eine maximale Erhöhung von 37 m an.
Teile des östlichen Gebiets von Thiennes gehört zur ZNIEFF-Naturzone „La forêt domaniale de Nieppe et ses lisières“ (310013746). Rund 94 % der Fläche der Gemeinde werden landwirtschaftlich genutzt, rund 6 % entfallen auf bebaute Flächen (Stand: 2018).
Nachbargemeinden von Thiennes sind Steenbecque im Norden, Morbecque im Osten, Haverskerque im Südosten, Saint-Venant (Pas-de-Calais) im Süden, Aire-sur-la-Lys (Pas-de-Calais) im Südwesten und Boëseghem im Nordwesten.

## Bevölkerungsentwicklung
| Jahr                       | 1962 | 1968 | 1975 | 1982 | 1990 | 1999 | 2006 | 2013 | 2020 |
| Einwohner                  | 883  | 856  | 852  | 856  | 831  | 856  | 816  | 885  | 918  |
| Quellen: Cassini und INSEE |      |      |      |      |      |      |      |      |      |

## Sehenswürdigkeiten
- Die Kirche Saint-Pierre birgt zahlreiche Ausstattungsgegenstände, die in der Base Palissy gelistet sind, darunter eine große Anzahl, die als Monument historique der beweglichen Objekte klassifiziert sind.
- Mehrere Oratorien
- Zwei Soldatenfriedhöfe des Commonwealth

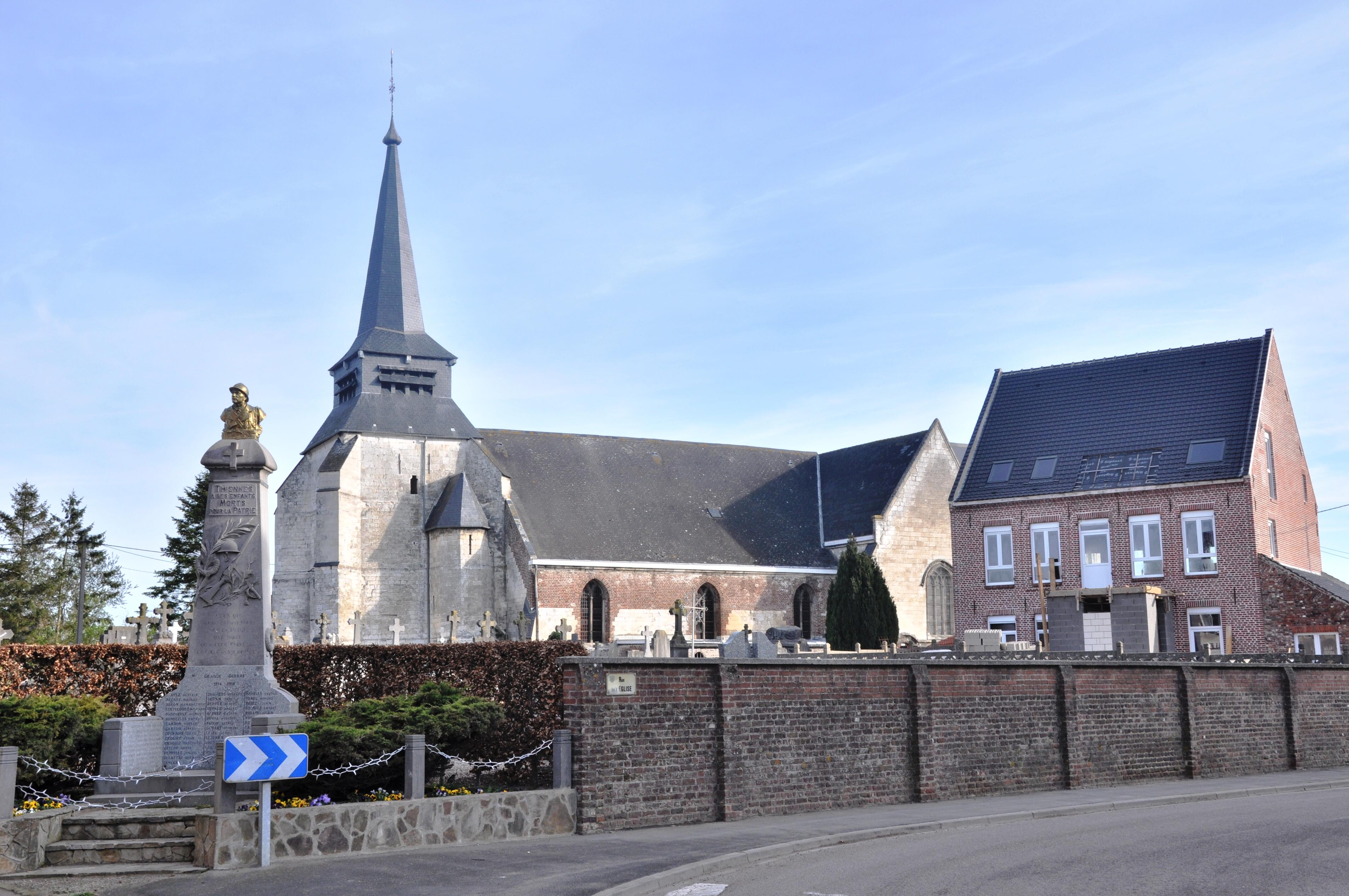
Kirche Saint-Pierre
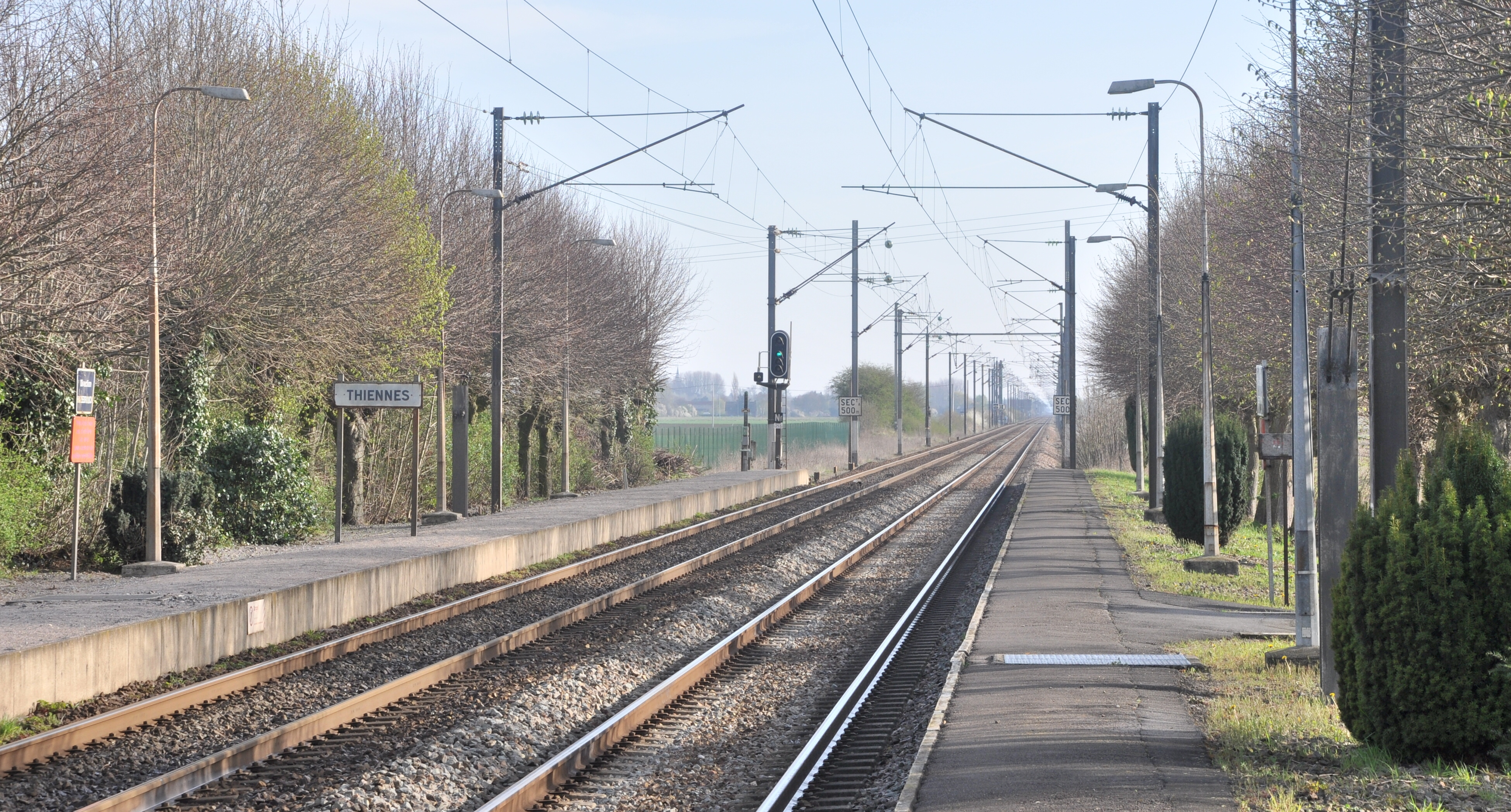
Haltepunkt Thiennes
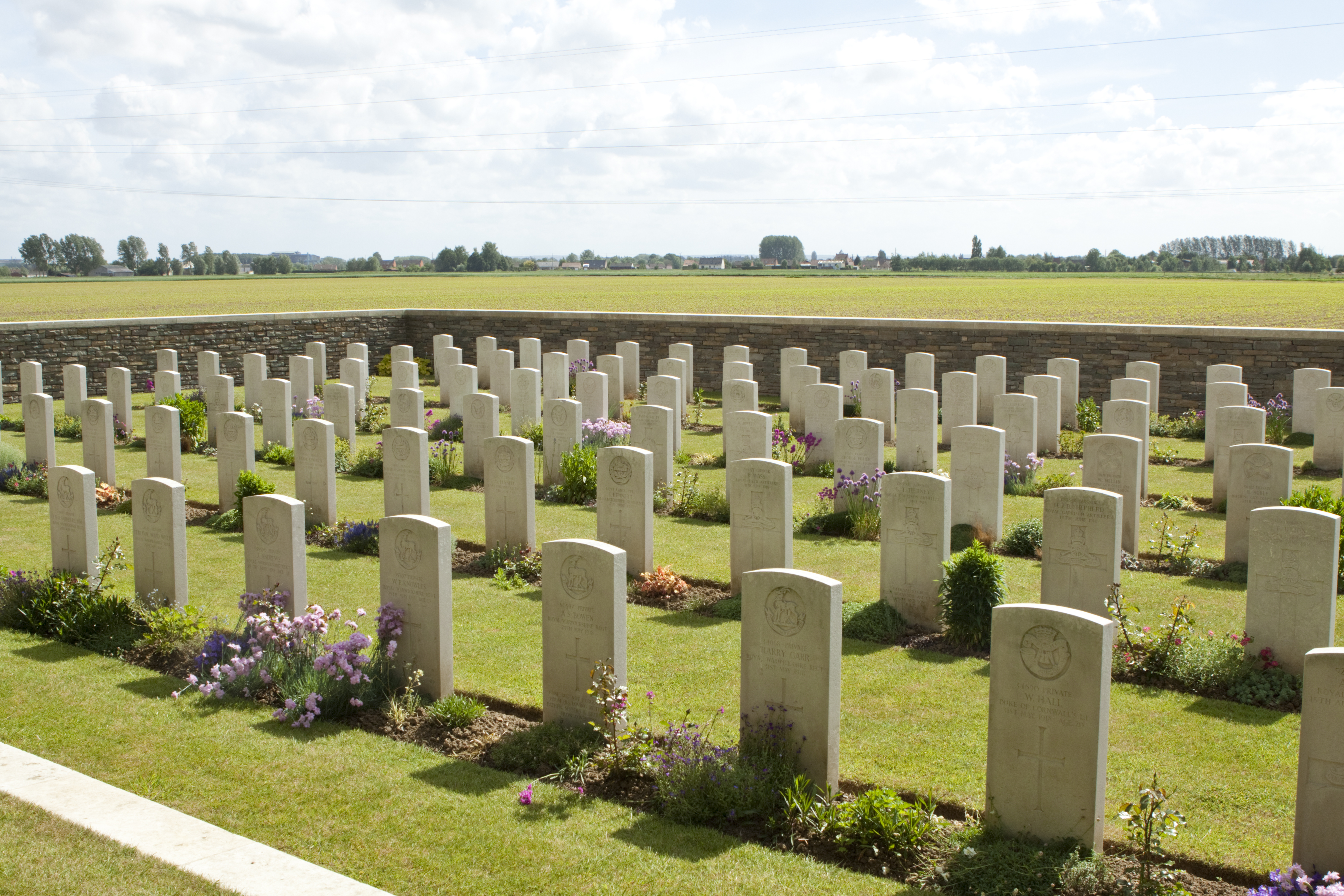
Commonwealth-Soldatenfriedhof Thiennes
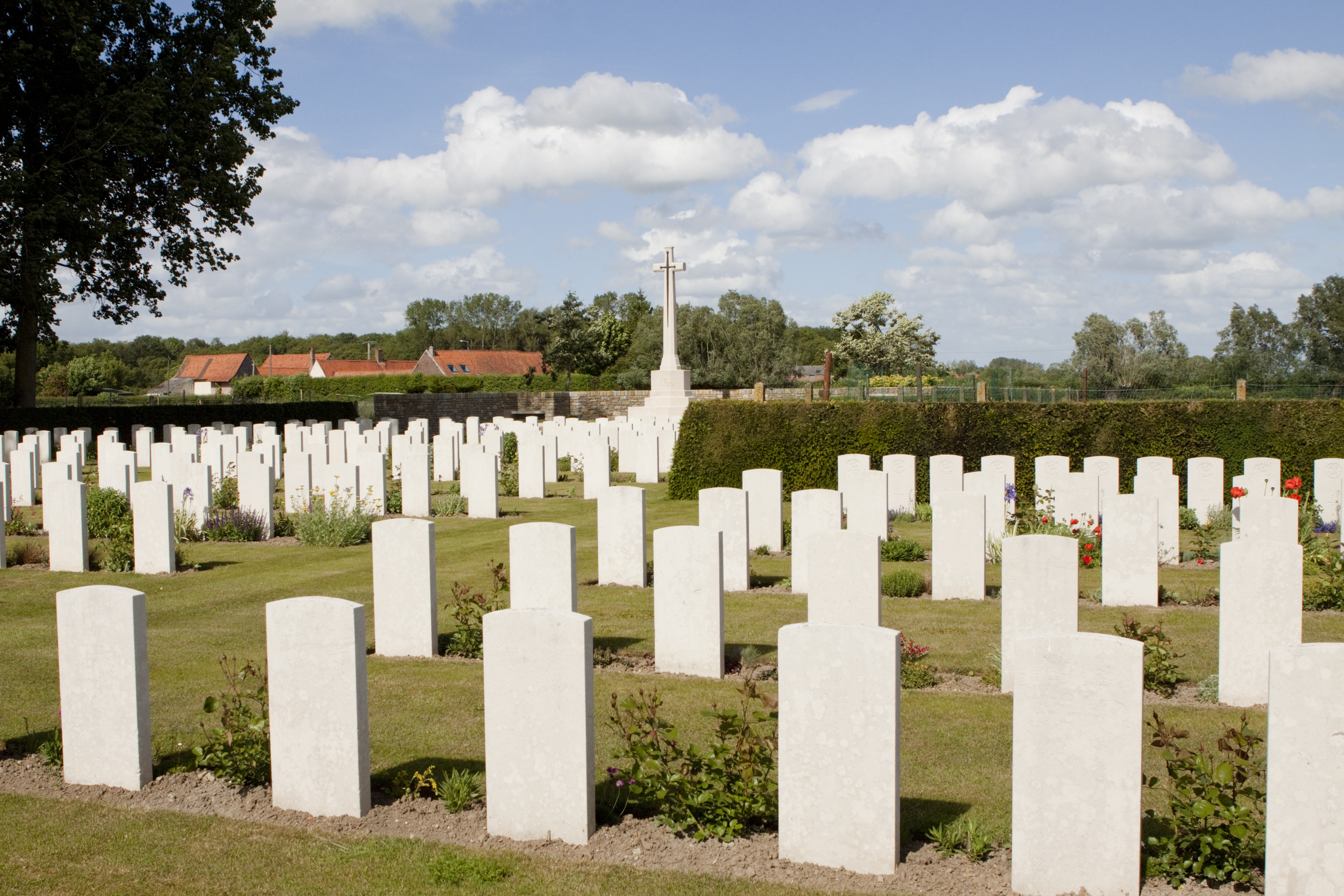
Commonwealth-Soldatenfriedhof Tannay

## Verkehr
Die Departementsstraße D 943B, ein Seitenast der ehemaligen Route nationale 43, wird auf einem kurzen Abschnitt entlang an der nordwestlichen Gemeindegrenze geführt. Die nachgeordnete Departementsstraße D 238 verläuft auf einer ehemaligen Römerstraße nördlich nach Cassel. Die D 122 verbindet Thiennes mit Boëseghem im Westen und mit Haverskerque im Osten. Busse einer Linie der Transportgesellschaft Arc-en-Ciel des Départements Nord fahren nach Aire-sur-la-Lys im Westen und nach Hazebrouck im Nordosten.
Thiennes besitzt einen Haltepunkt an der Bahnstrecke Arras–Dunkerque, die das Gebiet der Gemeinde von Nordost nach Süd durchquert. Sie wird von Zügen einer Linie der TER Hauts-de-France bedient, die zwischen Hazebrouck und Arras verkehren.